# Dichlorodiphényldichloroéthylène
Pour les articles homonymes, voir DDE (homonymie).
Le dichlorodiphényldichloroéthylène (DDE) est un composé chimique formé lors de la perte d'un chlorure d'hydrogène par le DDT, duquel il est l'un des produits de décomposition des plus communs.